# Laguna El Océano
La laguna El Océano es una laguna amazónica boliviana de agua dulce ubicada en el departamento del Beni, tiene unas dimensiones de 25 kilómetros de largo por 7 kilómetros de ancho y una superficie de 100 kilómetros cuadrados (km²), se caraceteriza por tener varios brazos que de adentran en la selva.